# Целищев, Павел
Павел Целищев (род. 1988)- российский пловец в ластах, серебряный призёр чемпионата мира 2007 года.

## Карьера
На чемпионате Европы по плаванию на марафонские дистанции 2004 года в Киеве стал серебряным прзёром в эстафете 4×3000 м среди юниоров.
На кубке России 2006 года в Новосибирске завоевал две золотые награды в индивидуальных соревнованиях, а также золото и серебро - в эстафетах.
В 2007 году в составе российской команды стал вице-чемпионом мира в эстафете 4×200 метров, а также бронзовым призёром на 400-метровке.